# Giuseppe Genesio

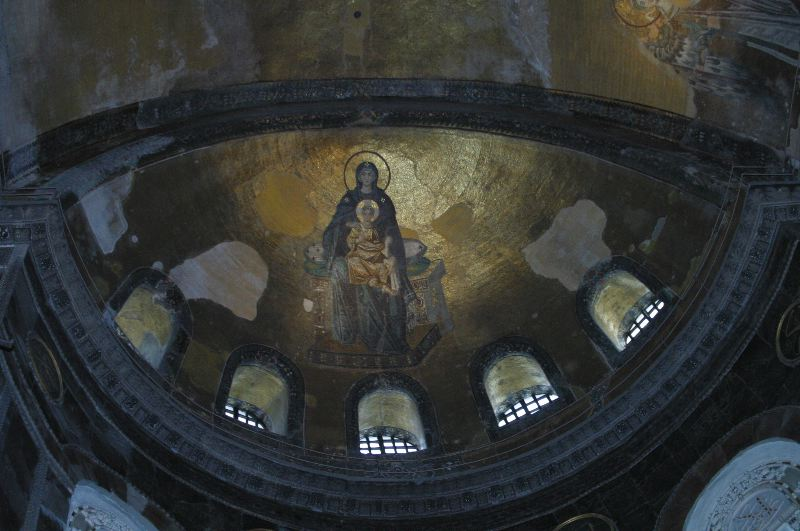
Mosaico a Hagia Sophia dove è presente la prima icona apparsa dopo il secondo periodo iconoclasta; fu inaugurata nell'867 sotto Michele III e Basilio I

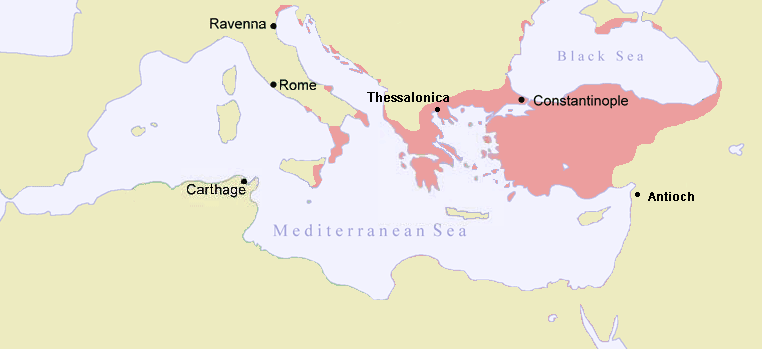
I confini dell'impero bizantino alla morte di Michele III nell'867

Giuseppe Genesio (in greco: Γενἐσιος, Genesios; Costantinopoli, ... – ...; fl. X secolo) è stato uno storico bizantino.

## Biografia
Compose una cronaca in quattro libri nel X secolo, Sul regno degli imperatori. Il nome datogli è convenzionale. Il suo nome di battesimo viene talvolta indicato in Giuseppe, coincidendo quindi con un “Giuseppe Genesio” citato nella prefazione di Giovanni Scilitze.
Composta alla corte di Costantino VII, la cronaca ha inizio nell'814, coprendo quindi il secondo periodo iconoclasta e termina nell'886. Presenta gli eventi da un punto di vista fortemente favorevole alla dinastia macedone e diffamatorio nei confronti di Michele III (ucciso dal fondatore della dinastia), sebbene con un'impronta meno marcata rispetto agli autori del Teofane Continuato, una collezione di cronache, perlopiù anonime, che continua il lavoro di Teofane Confessore.
La cronaca descrive in dettaglio il regno di quattro imperatori da Leone V fino a Michele III; e più brevemente quello di Basilio I. Usa la Vita di Basilio di Costantino VII come fonte, e, sebbene sembra sia stato composto prima del Teofane Continuato, dà delle informazioni che non sono presenti né in questa opera né in Scilitze.